# 北京教育学院

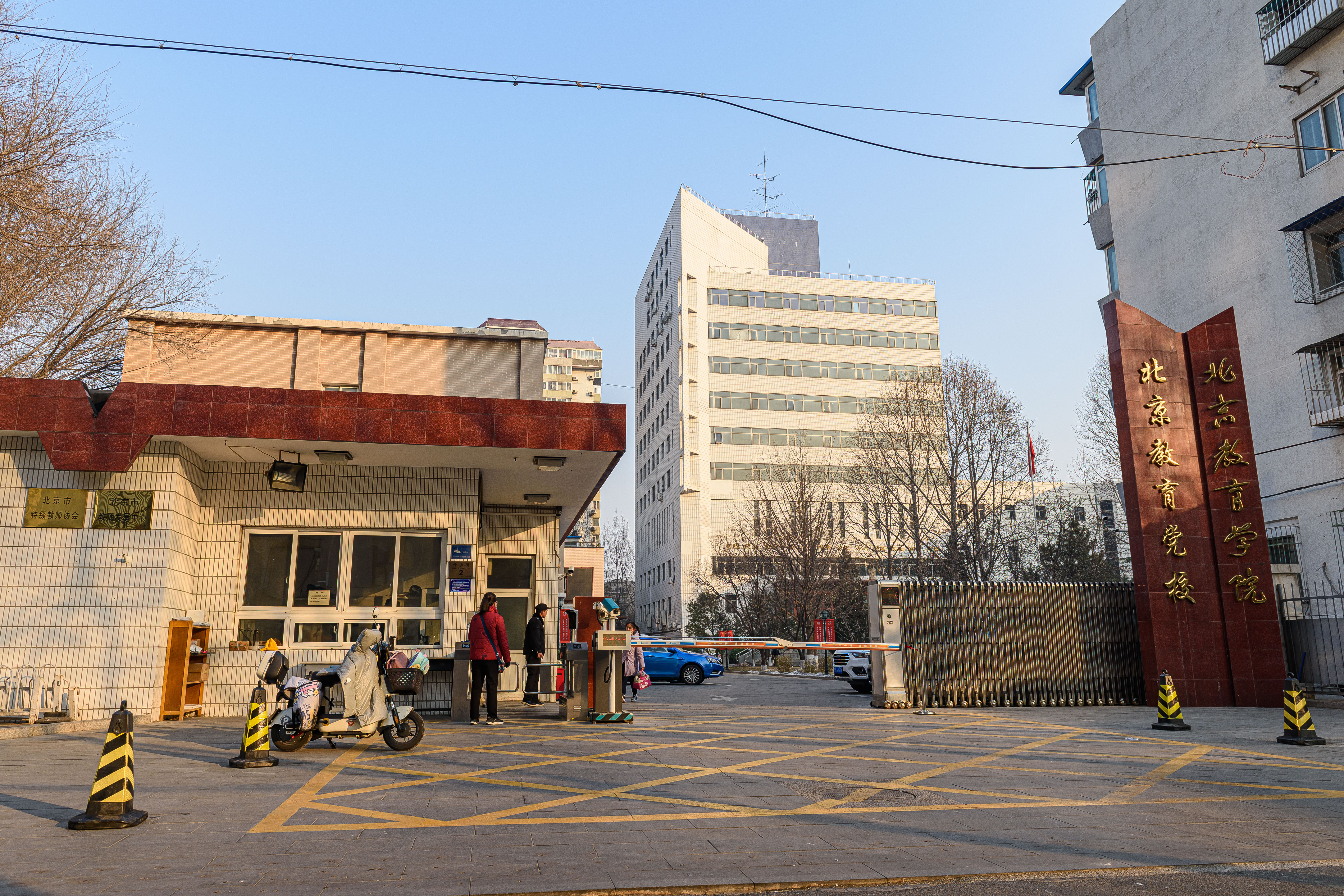
校本部

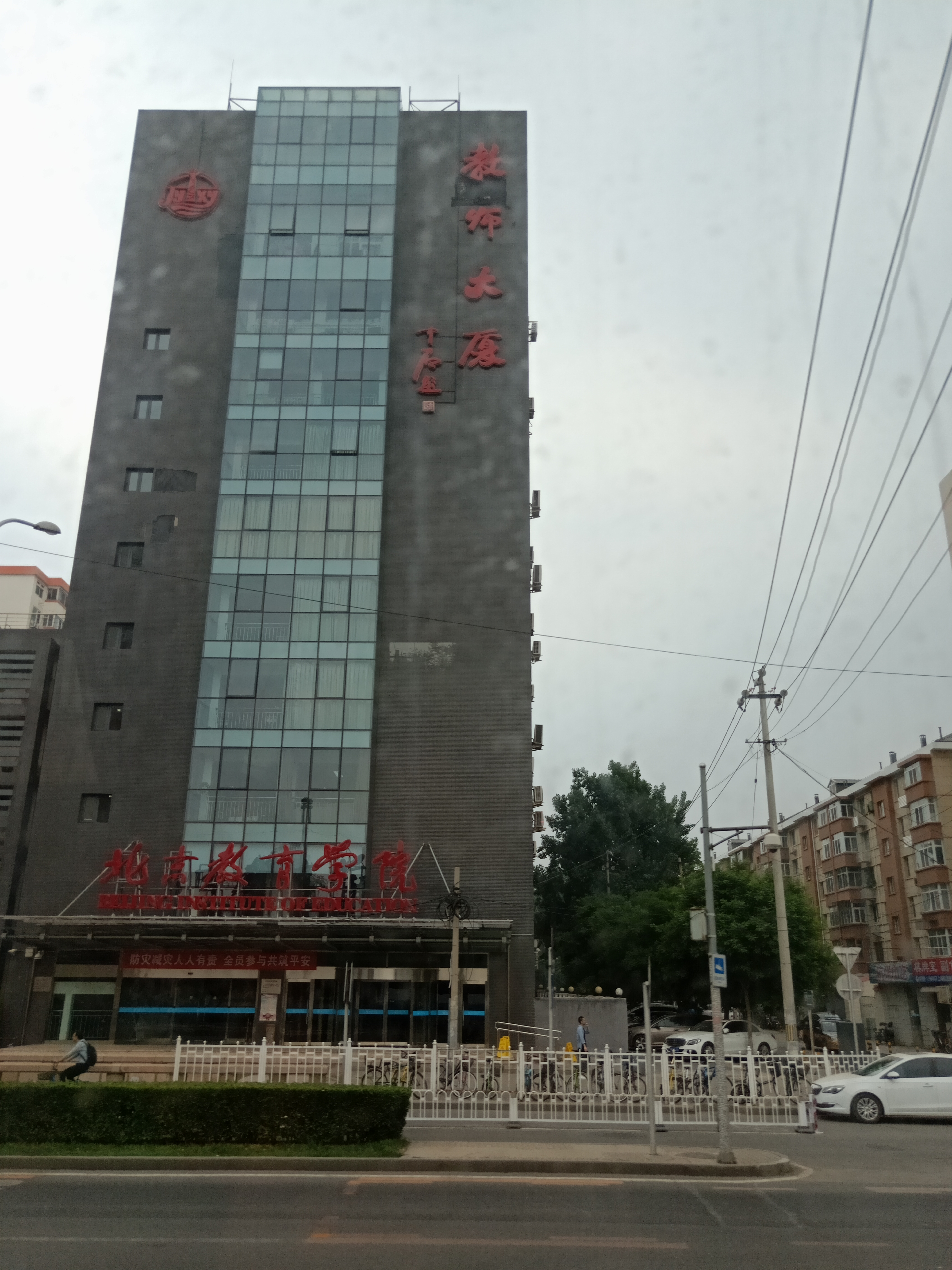
北京教育学院

北京教育学院是中华人民共和国北京市教育委员会直属的一所成人高等师范院校，它成立于1953年。其校地址位于北京市西城区德胜门外黄寺大街什坊街2号。
2008年，该学院与北京市西城区教育委员会联合创办了北京教育学院附属中学。